# Yolanda Díaz
Yolanda Díaz Pérez (Fene, 6 maggio 1971) è un'avvocata e politica spagnola, Membro del Congresso dei Deputati dal 2016, in precedenza è stata consigliere comunale di Ferrol (2003-2012), membro del Parlamento della Galizia (2012-2016) e coordinatrice nazionale di Esquerda Unida (UE) (il ramo galiziano di Sinistra Unita) dal 2005 al 2017. Dal 13 gennaio 2020 è Ministro del Lavoro del Governo Sánchez II e secondo vicepresidente del governo spagnolo da luglio 2021. Tra marzo 2021 e luglio 2021, è stata anche terza vicepresidente del governo spagnolo.
Membro del Partito Comunista di Spagna, a 23 anni è stata leader di Esquerda Unida fino al 2019, di cui ha integrato le liste in vari bandi elettorali in Galizia. Ha fatto parte della coalizione Alternativa Galega de Esquerda nel 2012, di En Marea nel 2015 e 2016 e di En Común nel 2019. È apparsa nelle liste di Unidas Podemos al Congresso dei Deputati in tre occasioni, dalla sua configurazione come una coalizione elettorale nel 2016. Nel 2022 è diventata fondatrice e immagine principale della piattaforma Movimiento Sumar e della coalizione Sumar.

## Biografia
Nata a Fene il 6 maggio 1971, accanto al mastodontico cantiere navale di Astilleros y Talleres del Noroeste (ASTANO), è membro di una famiglia di rinomati sindacalisti di Galizia, attivi nella militanza anti-franchista. Si è unita al Partito Comunista di Spagna in tenera età. Díaz si è laureata in giurisprudenza presso l'Università di Santiago di Compostela (USC), e dopo aver conseguito tre master post laurea, ha iniziato a lavorare come paralegale per uno studio legale, registrandosi successivamente come avvocato e apertura del proprio studio legale, specializzato in diritto del lavoro.
È entrata in politica istituzionale nel 2003, quando è diventata membro del consiglio comunale di Ferrol. Nel 2005 è stata eletta leader (coordinatore nazionale) di Esquerda Unida (UE), la federazione galiziana di Sinistra Unita (IU). Si è candidata nella lista della coalizione di sinistra galiziana alternativa (AGE) tra UE e Anova rispetto alle elezioni regionali galleghe di ottobre 2012, diventando membro del IX Parlamento della Galizia in rappresentanza di La Coruña. Ha concorso nella lista di En Marea per le elezioni generali del 2015 diventando deputata dell'undicesima legislatura. Ha riottenuto il suo seggio alle elezioni generali del 2016, aprile 2019 e novembre 2019, correndo rispettivamente come candidato per le alleanze En Marea, En Común – Unidas Podemos e Galicia en Común. Ha lasciato il ruolo di coordinatore generale dell'UE nel giugno 2017, sostituita da Eva Solla.

### Ministro del lavoro
Nominata Ministro del lavoro e dell'economia sociale del governo Sánchez II, ha prestato giuramento il 13 gennaio 2020. Díaz, che ha posto la lotta contro il lavoro precario come obiettivo principale del suo mandato, ha promesso poi di abrogare la riforma del mercato del lavoro del 2012.
In qualità di Ministro del Lavoro ha preso parte alla trattativa che ha portato all'aumento del salario minimo a 950 euro, oltre alla deroga al licenziamento per congedo medico. Ha inoltre partecipato all'invio di ispezioni del lavoro al settore agricolo per monitorare le condizioni di lavoro dei lavoratori del settore. A causa della pandemia di COVID-19, è responsabile di negoziare i licenziamenti (in spagnolo Expediente de Regulación Temporal de Empleo; ERTE) e le sue estensioni, nonché la creazione della legge sul lavoro telematico (in spagnolo, Ley del Teletrabajo).
Il 15 marzo 2021, l'allora secondo vicepresidente del governo, Pablo Iglesias, annuncia che avrebbe lasciato l'incarico per candidarsi come leader di Podemos per le elezioni autonome della Comunità di Madrid, che si sarebbero tenute in anticipo a causa dello scioglimento del governo di Isabel Díaz Ayuso formato da PP e Ciudadanos, con il sostegno di Vox. Nel suo annuncio di candidatura, Pablo Iglesias ha consegnato la vicepresidenza a Yolanda Díaz come suo successore, che ha ufficialmente accettato la posizione. Lo stesso lunedì, in una conferenza stampa da Montauban, anche il presidente del governo, Pedro Sánchez, ha confermato la successione della vicepresidenza a Díaz, dichiarando di avere "le migliori opinioni" su di lei.
Nel luglio 2023 suggerisce la creazione di un reddito universale di 20.000 euro da erogarsi ai giovani fra i 18 e i 23 anni per pagare le spese di istruzione o di avvio di un'impresa, assicurando a tutti pari opportunità. L'incentivo verrebbe finanziato tassando i più ricchi per lo 0,8% del Prodotto interno lordo iberico.